# Bulbophyllum peninsulare
Bulbophyllum peninsulare är en orkidéart som beskrevs av Gunnar Seidenfaden. Bulbophyllum peninsulare ingår i släktet Bulbophyllum och familjen orkidéer. Inga underarter finns listade i Catalogue of Life.